# Алессандро Корона
Алессандро Корона (італ. Alessandro Corona, 9 січня 1972) — італійський академічний веслувальник.
Бронзовий призер Олімпійських Ігор 1992 року в складі парної четвірки, учасник 1996, 2000, 2004 років.
Чемпіон світу 1994, 1995, 1997, 1998 років у складі парної четвірки, срібний призер 1991 року в складі парної четвірки, бронзовий призер 1990, 1993 років у складі парної четвірки.